# Characta rehnii
Characta rehnii är en insektsart som beskrevs av Heinrich Hugo Karny 1924. Characta rehnii ingår i släktet Characta och familjen vårtbitare. Inga underarter finns listade i Catalogue of Life.